# Réarrangement d'Amadori
Pour les articles homonymes, voir Amadori.
 (juillet 2020).
Le réarrangement d'Amadori est une réaction organique qui décrit l'isomérisation (le réarrangement), catalysée par un acide ou une base, de la glycosylamine d'un aldose. Ce réarrangement a été découvert par le chimiste organicien Mario Amadori en 1925, alors qu'il étudiait les réactions de Maillard (dont le réarrangement d'Amadori constitue une étape). Cette réaction est importante dans la chimie des glucides.

## Mécanisme
Le mécanisme de réaction est expliqué à partir de la réaction du D-mannose dans sa forme fermée (1) et ouverte (2) avec de l'ammoniac pour produire le 1,1-amino-alcool (3), qui est instable et perd de l'eau pour former la glycosylamine (avec sa forme ouverte imine (5) et fermée hemiaminal (4)), qui est le point de départ pour le réarrangement d'Amadori proprement dit.
Par traitement de la glycosylamine avec de la pyridine et de l'anhydride acétique, le groupe imine se réorganise et l'intermédiaire énol, à son tour, se réorganise en cétone. Dans cette réaction particulière, tous les groupes alcools et amines sont également acylés .
Cette réaction est associée aux réactions de Maillard qui se produisent entre des sucres et des acides aminés. 

## Produit d'Amadori
Un produit d'Amadori est un intermédiaire dans la production d'un produit de glycation avancé (Advanced glycation end-product (AGE)) qui sont les produits finaux de la réaction de  glycation. Les réactions sont les suivantes : 
- Formation d'une base de Schiff : par exemple, le groupe aldéhyde d'une molécule de glucose se combine avec le groupe amine d'une molécule de lysine dans une protéine pour former une imine (ou base de Schiff), avec une double liaison  entre le carbone du glucose et l'azote de la lysine.
- Formation d'un produit d'Amadori par réarrangement à partir de la base de Schiff, où l'hydrogène du groupe hydroxyl adjacent à la fonction imine se lie à l'azote, laissant une cétone.
- Formation d'un produit de glycation avancé : le produit d'Amadori est oxydé, une réaction qui peut être catalysée par les métaux de transition.

Les deux premières étapes de cette chaîne de réactions sont réversibles, mais la dernière, l'oxydation, ne l'est pas.